# Список военно-воздушных сил
Список Военно-воздушных сил (Военно-воздушных флотов, Воздушных сил, Воздушных флотов) вида вооружённых сил государств, отсортированных в алфавитном порядке по названию, содержит текущие и исторические названия, а также эмблемы авиационных частей, соединений, объединений ВВС вооружённых сил стран мира, в том числе: отдельных военно-воздушных сил, авиационных частей военно-морского флота (морская авиация), сухопутных войск (сил) (армейская авиация) и береговой охраны (БОХР (авиация БОХР)). Курсивом даны названия непризнанных мировым сообществом стран, которые имеют довольно развитые воздушные силы (военно-воздушные силы).
Список создан с использованием шаблонов для удобства дальнейшего редактирования. Из-за ограничения на количество шаблонов на одной странице список разделён на три части. Отдельным списком представлены воздушные силы (флоты) уже не существующих государств.
Содержание: А Б В Г Д Е З И Й К Л М Н О П Р С Т У Ф Х Ц Ч Ш Э Ю Я
- А-З
- И-П
- Р-Я
- Исчезнувшие государства